# Copa Presidente FFRM
La Copa Presidente de la FFRM es una competición española de Fútbol Sala organizada por la Federación de Fútbol de la Región de Murcia (FFRM). El máximo ganador del torneo es ElPozo Murcia.
La Copa está abierta a todos los clubes murcianos de Primera División, Segunda División, Segunda División "B" y los mejores clasificados de la temporada anterior de Tercera División.
El torneo consta de fases eliminatorias a partido único.

## Historial
| Temporada | Sede                                   | Campeón                                | Subcampeón                             | Resultado                              |                                        |                                        |
| 2010/11   | Alhama de Murcia                       | ElPozo Murcia                          | ElPozo Ciudad de Murcia                | 5-2                                    |                                        |                                        |
| 2011/12   | Bullas                                 | ElPozo Murcia                          | Reale Cartagena                        | 6-1                                    |                                        |                                        |
| 2012/13   | Puerto Lumbreras                       | ElPozo Murcia                          | Montesinos Jumilla                     | 4-1                                    |                                        |                                        |
| 2013/14   | Lorca                                  | ElPozo Murcia                          | Montesinos Jumilla                     | 8-2                                    |                                        |                                        |
| 2014/15   | San Pedro del Pinatar                  | Plásticos Romero Cartagena             | ElPozo Murcia                          | 2-2 (5-4)                              |                                        |                                        |
| 2015/16   | Cartagena                              | ElPozo Murcia                          | Plásticos Romero Cartagena             | 8-0                                    |                                        |                                        |
| 2016/17   | Alcantarilla                           | ElPozo Murcia                          | Plásticos Romero Cartagena             | 4-1                                    |                                        |                                        |
| 2017/18   | Yecla                                  | ElPozo Murcia                          | Plásticos Romero Cartagena             | 6-2                                    |                                        |                                        |
| 2018/19   | Alcantarilla                           | ElPozo Murcia                          | Jimbee Cartagena                       | 5-1                                    |                                        |                                        |
| 2019/20   | Molina de Segura                       | Jimbee Cartagena                       | ElPozo Ciudad de Murcia                | 3-1                                    |                                        |                                        |
| 2020/21   | No se disputó por Pandemia de Covid-19 | No se disputó por Pandemia de Covid-19 | No se disputó por Pandemia de Covid-19 | No se disputó por Pandemia de Covid-19 | No se disputó por Pandemia de Covid-19 | No se disputó por Pandemia de Covid-19 |
| 2021/22   | No se disputó por Pandemia de Covid-19 | No se disputó por Pandemia de Covid-19 | No se disputó por Pandemia de Covid-19 | No se disputó por Pandemia de Covid-19 | No se disputó por Pandemia de Covid-19 | No se disputó por Pandemia de Covid-19 |
| 2022/23   | Lorca                                  | Jimbee Cartagena                       | ElPozo Murcia                          | 3-1                                    |                                        |                                        |
| 2023/24   | Alhama de Murcia                       | Jimbee Cartagena                       | ElPozo Murcia                          | 3-2                                    |                                        |                                        |
| 2024/25   | Cehegín                                | ElPozo Murcia                          | Jimbee Cartagena                       | 4-3                                    |                                        |                                        |

## Palmarés
| Equipo                  | Campeón | Subcampeón | Títulos (por año)                                                               |
| ----------------------- | ------- | ---------- | ------------------------------------------------------------------------------- |
| ElPozo Murcia           | 9       | 3          | 2010/11, 2011/12, 2012/13, 2013/14, 2015/16, 2016/17, 2017/18, 2018/19, 2024/25 |
| Jimbee Cartagena        | 4       | 6          | 2014/15, 2019/20, 2022/23, 2023/24                                              |
| CFS Jumilla             | 0       | 2          |                                                                                 |
| ElPozo Ciudad de Murcia | 0       | 2          |                                                                                 |